# Alain Bruneel
Pour les articles homonymes, voir Bruneel.
Alain Bruneel , né le 7 mars 1952 à Tourcoing, est un homme politique français.
Membre du Parti communiste français, maire de Lewarde, conseiller régional du Nord-Pas-de-Calais et conseiller général du canton de Douai-Sud, il est député du Nord de 2017 à 2022.

## Biographie
Alain Bruneel commence à travailler dans une usine textile dès l'âge de 14 ans, après le certificat d'études. Il s'engage dans l'action syndicale en 1968 au sein de la Jeunesse ouvrière chrétienne (JOC), dont il devient permanent régional, puis poursuit son activité militante au sein du Parti communiste français.

## Mandats locaux
Alain Bruneel devient maire de Lewarde en 1999 et est réélu sans interruption.
Il démissionne de son mandat de maire le 7 juillet 2017 à la suite de son élection à l'Assemblée nationale, cédant la place à son deuxième adjoint, Denis Michalak. Il continue toutefois à siéger au conseil municipal.
Il est élu conseiller régional en 2004 et préside le groupe communiste au conseil régional du Nord-Pas-de-Calais. Il remporte un second mandat lors des élections régionales de 2010.
En 2011, il est élu au conseil général du Nord dans le canton de Douai-Sud et démissionne du conseil régional pour ne pas rester en situation de cumul des mandats. Il est remplacé par Christophe Di Pompeo, suivant sur la liste,.
En 2015, il se présente dans le nouveau canton de Sin-le-Noble en binôme avec Michelle Blanquet, adjointe au maire de Somain, mais ne se qualifie pas pour le second tour.
En novembre 2022, il est de nouveau élu maire de Lewarde à la suite de la démission de Denis Michalak.

## Mandat national
Aux élections législatives de 2017, Alain Bruneel est élu député dans la 16e circonscription du Nord en obtenant 55,86 % des voix face à Hortense de Méreüil (FN),,.
Il est inscrit dans le groupe de la Gauche démocrate et républicaine et fait partie de la commission des Affaires économiques à l'Assemblée nationale.
En mai 2022, il est de nouveau investi par le Parti communiste français, dans le cadre de la coalition Nouvelle Union populaire écologique et sociale. Il est battu au second tour par le candidat du Rassemblement national, Matthieu Marchio, avec 49,65 % contre 50,35 % des voix.  
Il représente sa candidature sous les couleurs du Nouveau Front populaire pour les élections législatives anticipées de 2024.

## Combats politiques

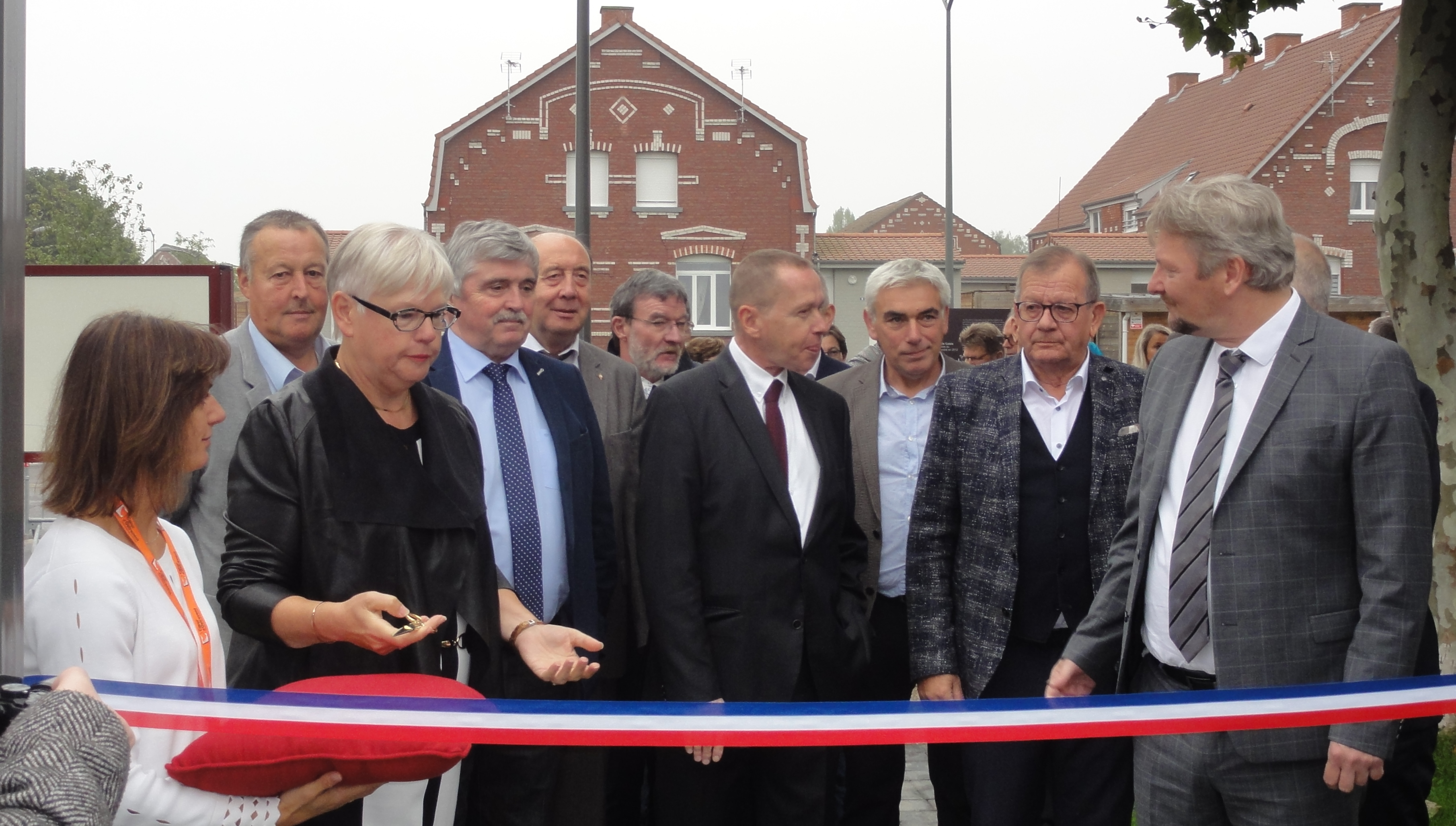
Alain Bruneel lors de l'inauguration de l'office de tourisme de la communauté de communes Cœur d'Ostrevent à Pecquencourt en octobre 2018.

### Engagement pour l'hôpital public
Élu député, Alain Bruneel se fixe comme priorité la défense de la santé et de l'hôpital public. Il lance en janvier 2018 un « tour de France des hôpitaux » qui sera mené pendant plusieurs mois par les parlementaires communistes du Sénat et de l'Assemblée nationale.
Le 7 avril 2018, à l'occasion de la journée mondiale de la santé il réunit près de 700 personnes autour de l'hôpital de Douai dans une chaine humaine dont le but est de mettre l'établissement sous surveillance citoyenne.
Le 10 septembre 2018, il lance le clip de slam État d'urgence dont il est le producteur. Écrit et interprété par Ugo Dess, un jeune artiste de la circonscription, ce morceau diffusé plusieurs millions de fois sur les réseaux sociaux met en musique la souffrance du personnel hospitalier, dénonce le manque d'investissement dans la santé et appelle à une mobilisation citoyenne pour la défense de l'hôpital public.
Pour poursuivre son combat, Alain Bruneel dépose une proposition de loi visant à instaurer un moratoire sur les fermetures de lits, de services, d’établissements de santé. Il lance une pétition en ligne afin d'appuyer cette démarche et de faire pression sur le gouvernement pour inscrire cette loi à l'ordre du jour de l'Assemblée nationale.
À la fin du mois de juin 2019 dans le cadre du mouvement de grève du personnel hospitaliers dans les services d'urgences, il se fait hospitaliser pour constater la situation du service qu'il dénonce comme étant « dramatique ».
En septembre 2019, il arrive à l'Assemblée nationale revêtu d'une blouse blanche pour « faire entrer la voix des personnels hospitaliers » dans cette enceinte.
Il organise fin 2021 une mobilisation pour obtenir l'ouverture permanente des urgences pédiatriques de Douai.

### Militant de la gratuité des transports
Fervent défenseur de la gratuité des transports scolaires, Alain Bruneel est à l'origine d'une proposition de loi déposée le 24 janvier 2018. Cette proposition, dont il est également le rapporteur, est débattue dans l'hémicycle le 8 mars 2018 puis rejetée par l'Assemblée nationale.
Ancien vice-président du Syndicat mixte des transports du Douaisis, Alain Bruneel reste mobilisé localement pour que le SMTD prenne en charge la gratuité des transports scolaires. Il avait perdu son poste de troisième vice-président en mars 2016, avec 23 voix pour, 17 voix contre et deux votes nuls, parce qu'il s'opposait à la fin de la gratuité pour les lycéens. Le 6 février 2019, le comité syndical du SMTD vote le retour de la gratuité du transport scolaire dans le Douaisis. Alain Bruneel évoque alors une « bataille historique des communistes qui trouve un débouché positif ».
Le 26 mai 2021, il participe au vote à l'unanimité du syndicat des transports pour une gratuité totale des transports dans le Douaisis. Il se félicite alors d'une belle victoire collective dans l'intérêt des citoyens et de l'environnement. Douai devient grâce à ce vote la plus grande agglomération de France et d’Europe à instaurer la gratuité des transports en commun sur tout le réseau.

### Opposition à la réforme des retraites
Fortement mobilisé contre la réforme des retraites, Alain Bruneel participe activement aux mobilisations aux côtés des syndicats et des citoyens. Il diffuse lors de ses vœux 2020 à la population une parodie de Star Wars mettant en scène Christophe Castaner dans le rôle de Dark Vador. Ce clip nommé Épisode 10 – La guerre des classes, se déroule dans le contexte d'une République française « en pleine ébullition », avec « un président des riches qui défend fidèlement les intérêts du grand capital » pendant que « les citoyens se mobilisent pour défendre les acquis du conseil national de la Résistance ». Reprenant une scène mythique de la saga historique, le détournement montre un groupe de résistants en train de dérober la réforme des retraites.

## Publication
En 2019, il préface le livre Larmes à gauche de Raphaël Charlet.

## Résultats électoraux

### Élections cantonales et départementales
| Année | Parti        | Parti | Canton    | 1er tour | 1er tour | 1er tour | 2d tour | 2d tour | 2d tour |
| Année | Parti        | Parti | Canton    | Voix     | %        | Rang     | Voix    | %       | Issue   |
| ----- | ------------ | ----- | --------- | -------- | -------- | -------- | ------- | ------- | ------- |
| 2011  |              | PCF   | Douai-Sud | 4 069    | 28,72    | 1er      | 7 801   | 100,00  | Élu     |
| 2015  | Sin-le-Noble | PCF   | 4 700     | 22,07    | 3e       |          |         |         |         |

### Élections législatives
| Année | Parti  | Parti | Circonscription | 1er tour | 1er tour | 1er tour | 2d tour | 2d tour | 2d tour |
| Année | Parti  | Parti | Circonscription | Voix     | %        | Rang     | Voix    | %       | Issue   |
| ----- | ------ | ----- | --------------- | -------- | -------- | -------- | ------- | ------- | ------- |
| 2017  |        | PCF   | 16e du Nord     | 7 343    | 20,45    | 2e       | 17 057  | 55,86   | Élu     |
| 2022  | 11 632 | PCF   | 16e du Nord     | 33,59    | 2e       | 16 103   | 49,67   | Battu   |         |